# Kanton La Haye-Pesnel
La Haye-Pesnel is een voormalig kanton van het Franse departement Manche. Het kanton maakte deel uit van het arrondissement Avranches.

## Geschiedenis
Het kanton werd op 22 maart 2015 opgeheven en de gemeenten werden opgenomen in het kanton Bréhal met uitzondering van Le Tanu, dat werd opgenomen in het kanton Villedieu-les-Poêles.

## Gemeenten
Het kanton La Haye-Pesnel omvatte de volgende gemeenten:
- Beauchamps
- Les Chambres
- Champcervon
- Équilly
- Folligny
- La Haye-Pesnel (hoofdplaats)
- Hocquigny
- La Lucerne-d'Outremer
- Le Luot
- La Mouche
- La Rochelle-Normande
- Sainte-Pience
- Saint-Jean-des-Champs
- Subligny
- Le Tanu